# Метилмеркаптофос
Метилмерка́птофо́с (метилсисто́кс, метасисто́кс) — фосфороорганический препарат системного действия; смесь 0,0-диметил-0-2-этилмеркаптоэтилтиофосфата с его тиоловым изомером, химическое средство борьбы с вредными насекомыми (главным образом, тлями). 
Вещество токсично для человека и животных в высоких дозах, может вызывать отравление даже попав на неповрежденную кожу. Поэтому препарат разрешается применять только с самолетов, имеющих выносные бачки. Выпускается в виде густой жидкости, содержащей 30 процентов метилсистокса, дизельное топливо и вспомогательные вещества ОП-7 или ОП-10.